# Stadl (Adelsgeschlecht)

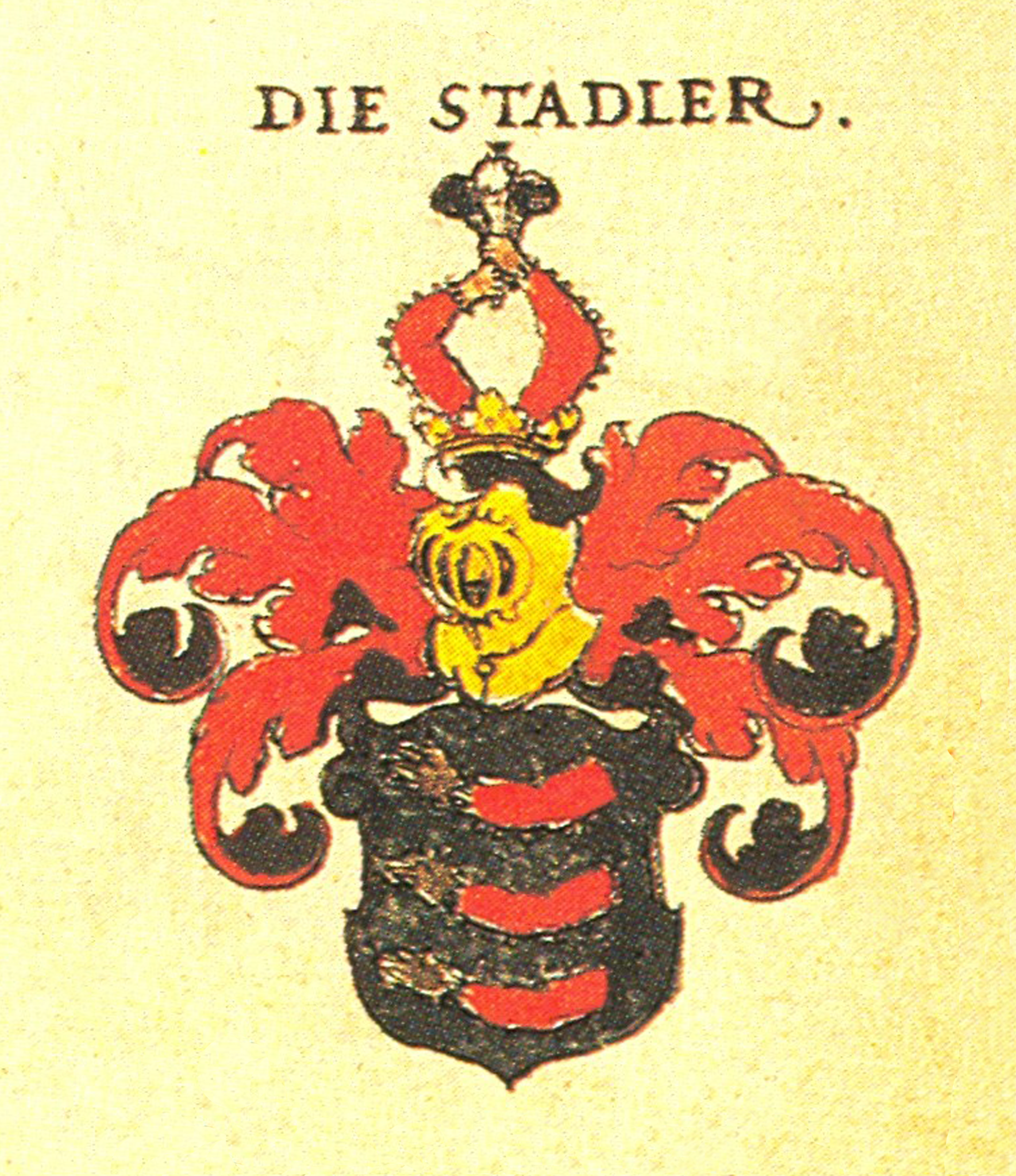
Stammwappen derer von Stadl bzw. der Stadler

Stadl (auch Stadler und Stadel) war der Name eines Uradelsgeschlecht aus der Steiermark, das auch zum landständischen Adel in Niederösterreich gehörte. Die Herren von Stadl aus der Kornberger Linie wurden zu Freiherren, ein Seitenzweig zu Reichsgrafen von und zu Stadel-Kornberg erhoben. Die Familie ist zum Ende des 19. Jahrhunderts in männlicher Linie erloschen.

## Geschichte

### Ursprung
Die Familie Stadl wurde erstmals 1180 mit Hugo von Stadl erwähnt. Seine Abstammungen waren dem Ritterstand zugehörig, sowie Ministerialen der Herren von Wildon und der Herren von Stubenberg.
Die Stadl errichteten vor 1265 ihre Stammburg Stadl, das spätere Schloss Stadl an der Raab im Ortsteil Stadl der Gemeinde Mitterdorf an der Raab in der östlichen Steiermark, und waren auch sonst in der Steiermark begütert.

### Stadl zu Kornberg
Die Ritter von Stadl gelangten 1539 durch die Heirat von Christoph von Stadl mit Anna von Graben, der Erbtochter der Herren von Graben zu Kornberg zu großem Reichtum und Ansehen. In weiterer Folge bewilligte Kaiser Maximilian den Stadlern die Vereinigung ihres Wappens mit dem der Herren von Graben (das Grabnerische mit dem aufrechten Spaten).
Das Erbe der Herren von Graben umfasste zahlreiche und weit verstreute Herrschaften, Güter und Schlösser. Dies beinhaltete die bedeutende Herrschaft Kornberg bei Riegersburg mit Schloss Kornberg (1564–1825), sowie die große Herrschaft Marburg samt Amt und Schloss Marburg sowie Schloss Obermarburg (Marburg an der Drau/Maribor, historisch z. T. Marchburg; 1564 bis ca. 1620). Darüber hinaus umfasste das Erbe die Besitztümer Rohrbach an der Lafnitz, Grabenhofen mit Schloss Alt-Grabenhofen, Liechtenberg und Krottenhofen. 1597 erfolgte die Erhebung in den Freiherrenstand.
1620 veräußerten die Stadl Marburg und Obermarburg an die Grafen Zwickl genannt Khiesl, und 1825 Kornberg an die Fürsten von Liechtenstein.
Ihre politische Hochblüte hatte die Familie Stadl im 16. und 17. Jahrhundert, wo sie unter anderem einige Militärs, Politiker und Landeshauptleute der Steiermark stellten. In weiterer Folge traten Familienmitglieder oftmals als Komture und Ritter des Deutschen Ordens und des Johanniterordens in Erscheinung. 1708 erfolgte unter dem Namen von und zu Stadel-Kornberg für einen Zweig der Familie die Erhebung in den Reichsgrafenstand.
Die Familie Stadl ist 1882 mittels deren freiherrlichem Zweig in männlicher Linie ausgestorben.

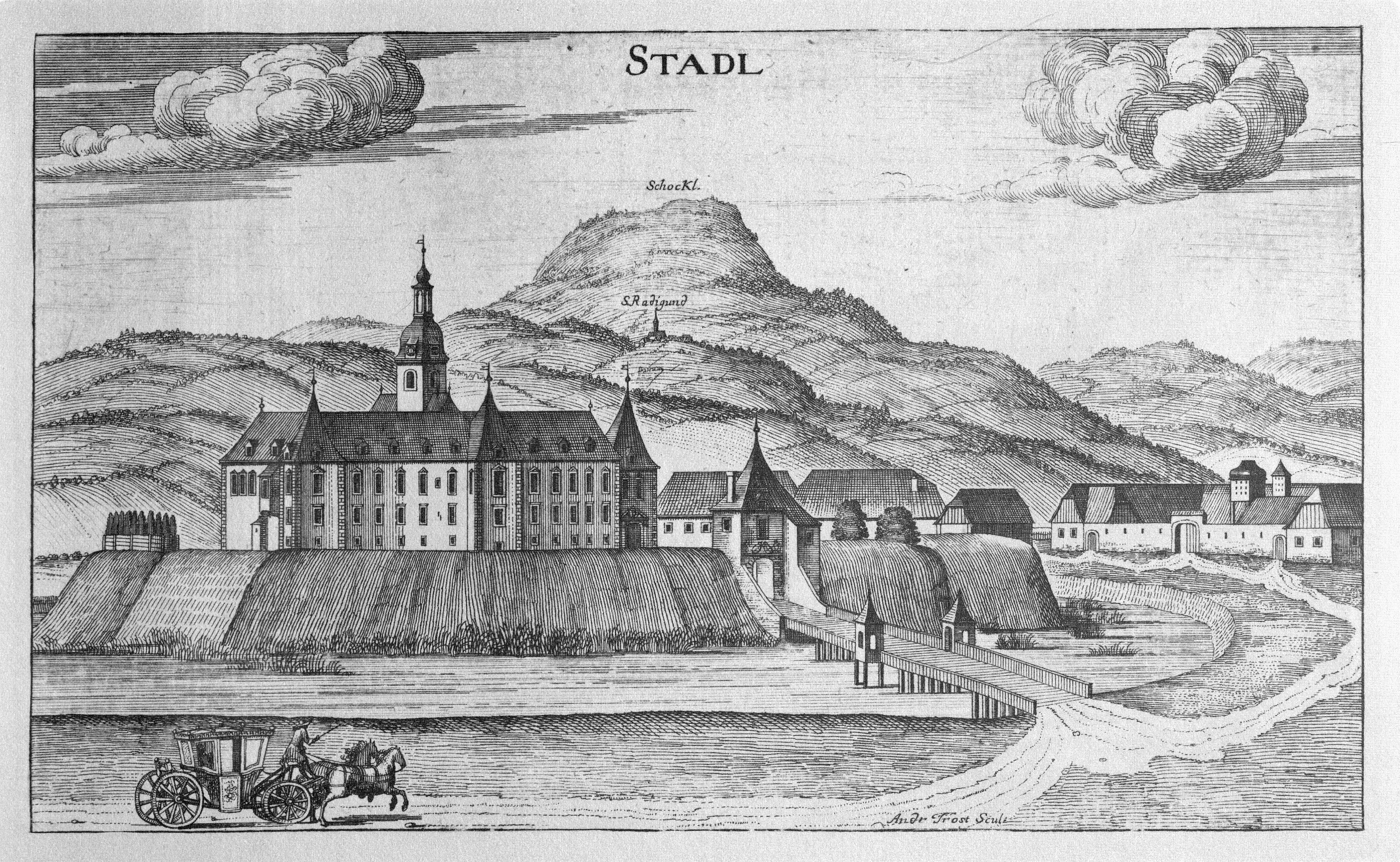
Schloss Stadl an der Raab 1681, einstige Stammburg derer von Stadl seit 1265
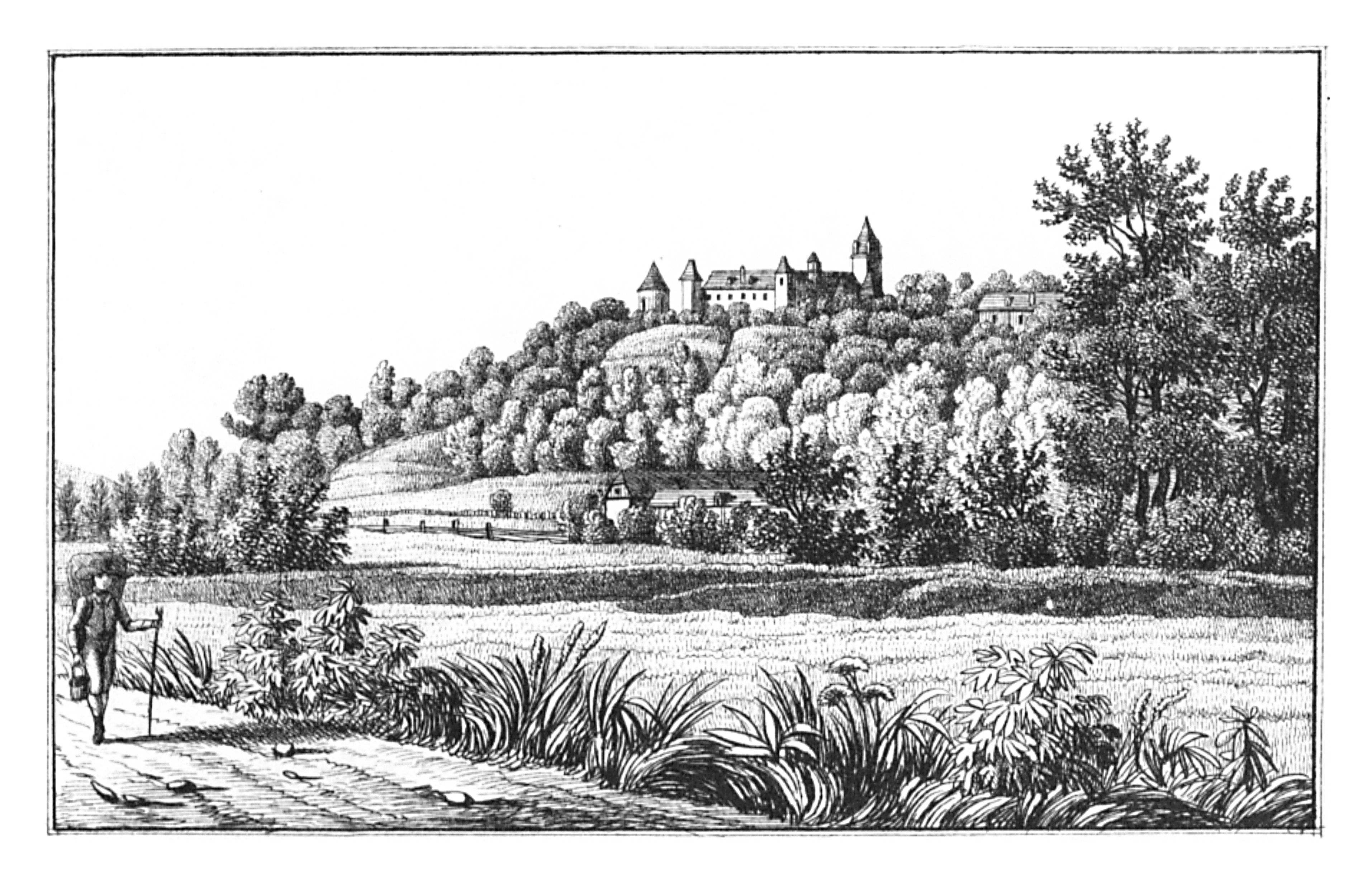
Schloss Kornberg um 1830
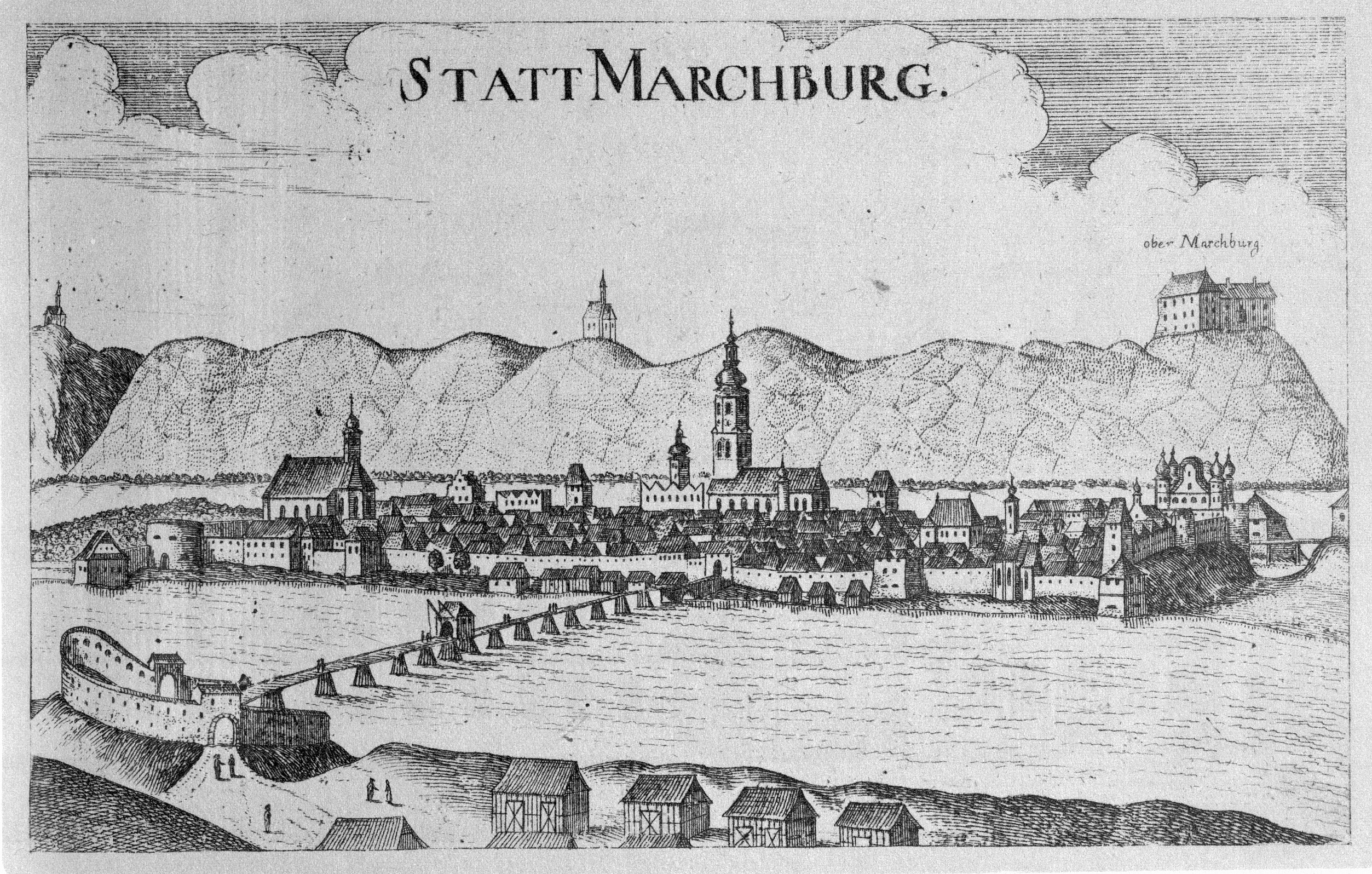
Die Stadt Marchburg und Burg Obermarburg, 1681

### Dynastische Ehen
Die Stadl waren durch dynastische Ehen mit zahlreichen steirischen Adelsgeschlechtern verbunden, darunter sowohl die erwähnten Herren von Graben als auch die Familien Oettingen, Trauttmansdorff, Leiningen-Westerburg, Lamberg, Thurn und Valsassina, Herberstein, Galler, Breuner, Kollonitz von Kollograd (Kollonitsch), Stürgkh und Attems.

## Familienmitglieder
- Hugo von Stadl, um 1180, Ritter, erster Namensträger
- Gottfried Freiherr von Stadl, Besitzer von Schloss Kornberg
- Hans Rudolf von Stadl, Besitzer von Schloss Kornberg
- Gottfried Freiherr von Stadl († 29. Mai 1627), Laufbahn: vor 1616 iö. Hofkriegsrat-Präsident, 1619 Generaloberst der kroatischen und Meer-Grenzen
- Ferdinand Freiherr von Stadl (14. März 1643, † 20. Mai 1694), Laufbahn: 26. November 1683 Generalfeldwachtmeister, 10. September 1685 Feldmarschallleutnant, 28. Februar 1689 Feldzeugmeister, 15. Mai 1694 Feldmarschall
- Franz Leopold Menzel von Stadl (1678–1747), österreichischer Genealoge und Historiker
- Karl Joseph Graf von Stadl war im Jahre 1728 kaiserlicher Kämmerer
- Maria Elisabeth Gräfin von Stadl, Kammerfräulein der Kaiserin Elisabeth Christine

## Wappen

### Stammwappen
Blasonierung: Das Stammwappen der Stadler zeigt in schwarzem Schild drei rot gewandete Arme (mit geschlossener Hand, es gibt auch Varianten mit offener Hand), weißem vorstehendem Hemd (oder Umschlag) und seitlich vier (sieben) goldenen Schellen oder Knöpfen; die Helmzier besteht aus zwei abgewinkelten Armen, die drei Straußenfedern (zwei schwarze, eine weiße) in die Höhe halten, die Helmdecken sind rot-schwarz.
Der Wahlspruch der Stadl lautete „Amicis amicus, caeteris autem ficus.“

### Freiherrenwappen
Blasonierung: Das Freiherrnwappen ist geviert mit dem Stammwappen als Herzschild, daneben das Wappen der Herren von Graben (Spaten).

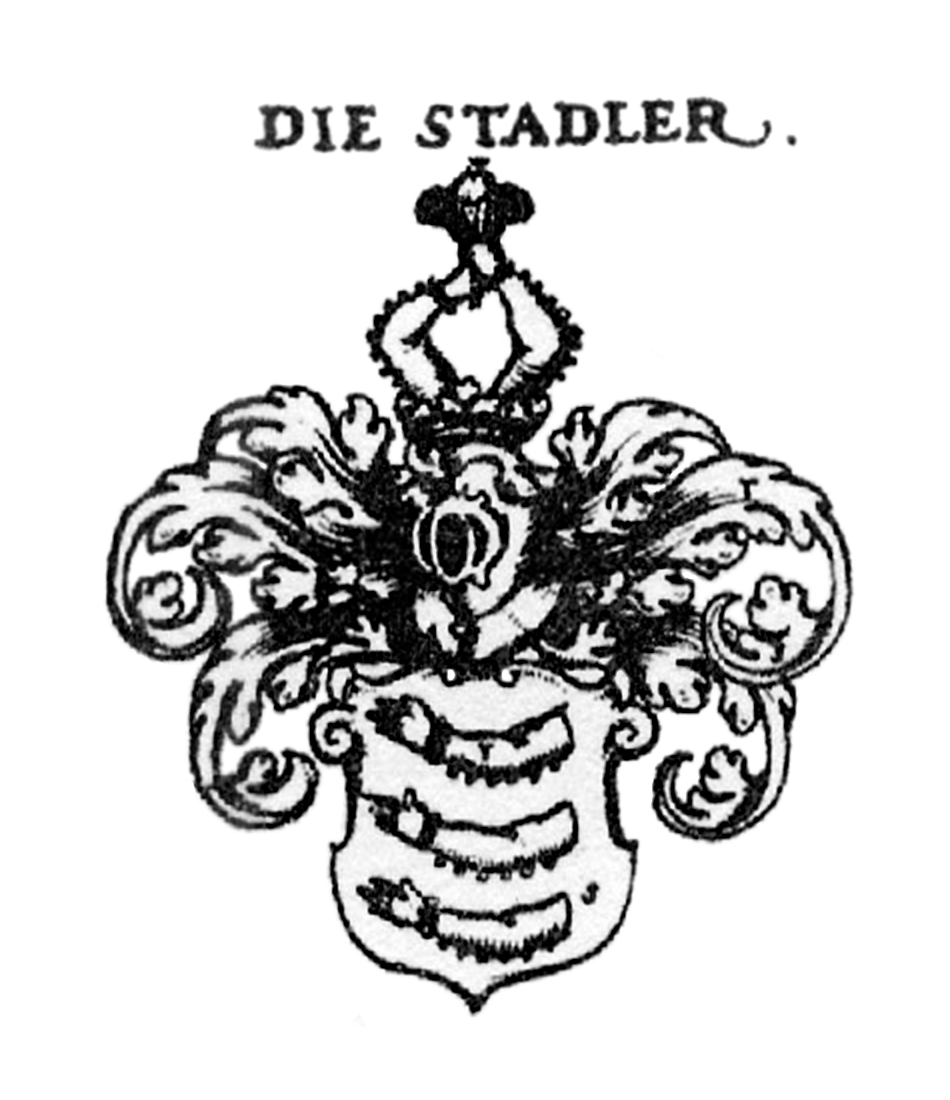
Wappen der Stadl (Stadler), nach Siebmacher
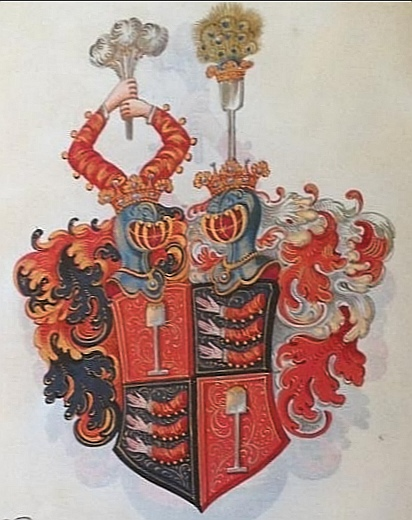
Wappen der Herren, Freiherren von Stadl zu Kornberg
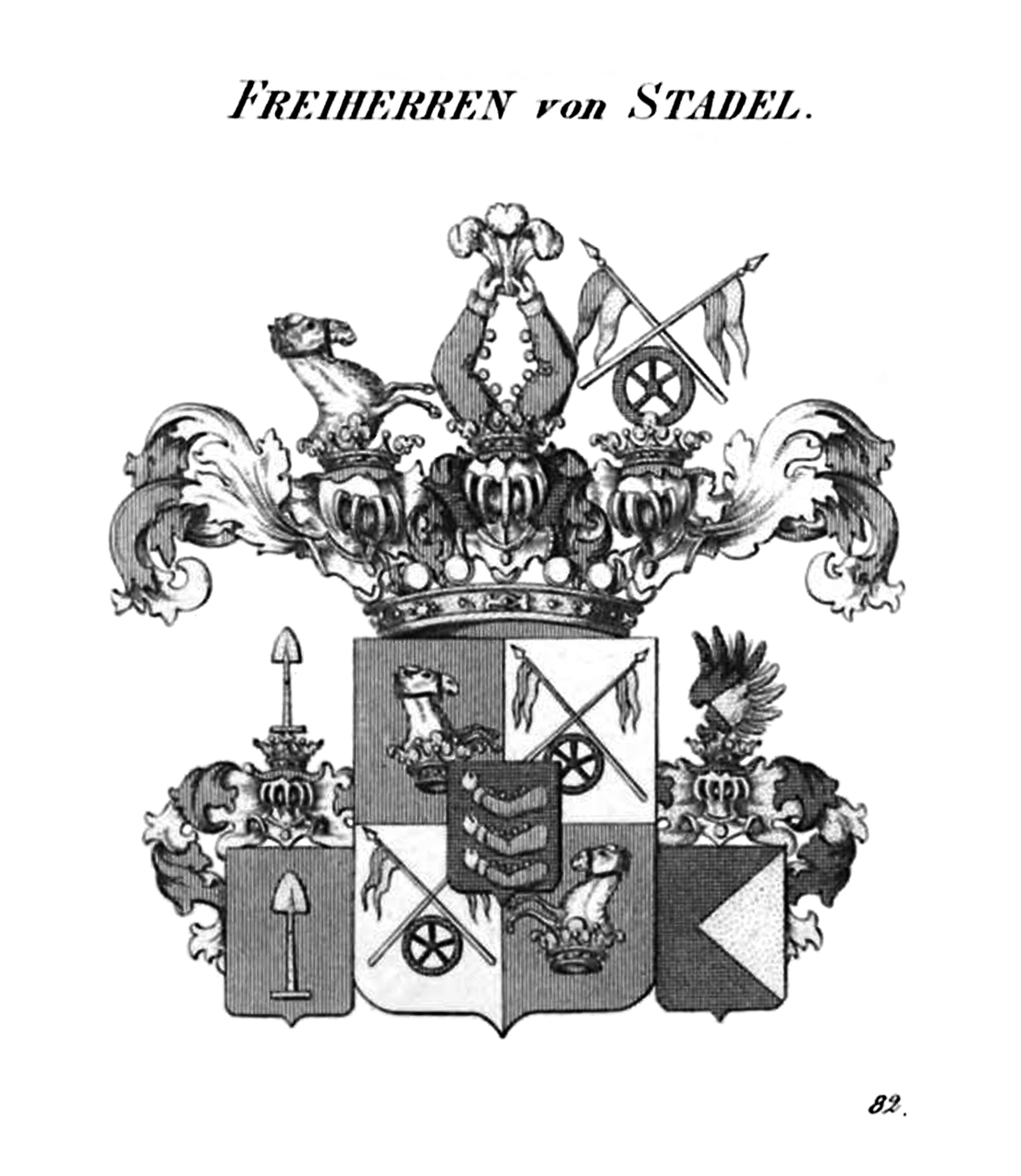
Wappen der Freiherren von Stadl
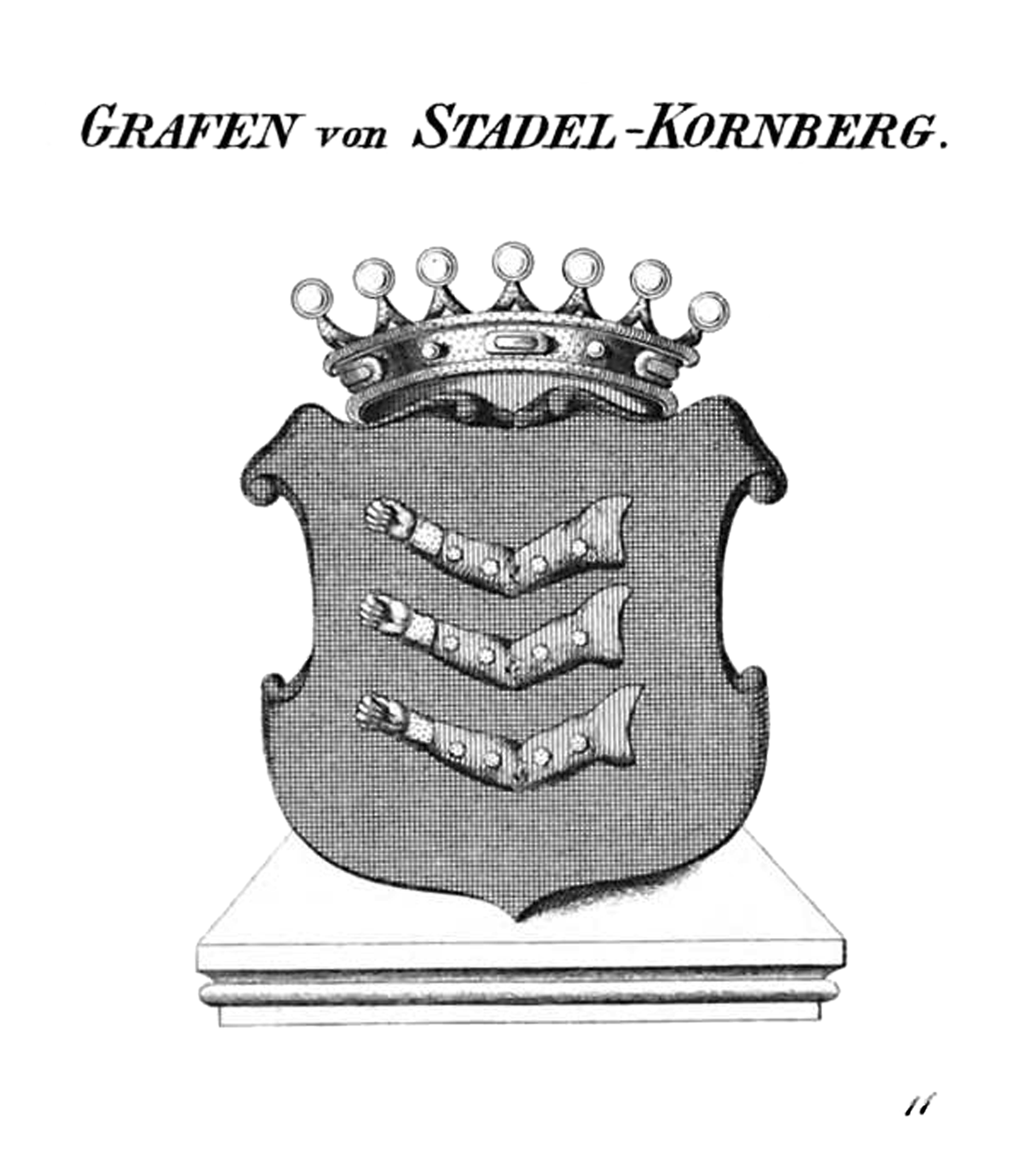
Wappen der Grafen von Stadl-Kornberg